# HKコーパヴォグス
HKコーパヴォグス（Handknattleiksfélag Kópavogs）は、アイスランド・コーパヴォグルを本拠地とするスポーツクラブ。主にハンドボールとサッカーの2つを中心に活動しているが、本項ではサッカー部門について記述する。

## 概要
1970年1月26日設立。クラブ設立時はハンドボール部門のみであったが、1992年にサッカー部門が誕生して以降合計で6つのスポーツ部門が新設されていった。サッカー部門が国内の1部リーグであるウルヴァルステイルトの舞台で初めてプレーした2007シーズンを9位で終えると、それ以降は2部への降格を経験しながらも2023シーズンは再び1部に所属している。
サッカー部門のホームスタジアムは収容人数1,452人のクーリン。

## タイトル

### 国内タイトル
- 2. テイルト・カルラ : 3回
  - 1997, 2002, 2013

- 3. テイルト・カルラ : 2回
  - 1992, 2001

### 国際タイトル
- なし

## 過去の成績
| シーズン | リーグ戦             | リーグ戦 | リーグ戦 | リーグ戦 | リーグ戦 | リーグ戦 | リーグ戦 | リーグ戦 | リーグ戦 | アイスランド・カップ |
| シーズン | ディビジョン         | 順位     | 試       | 勝       | 分       | 敗       | 得       | 失       | 点       | アイスランド・カップ |
| -------- | -------------------- | -------- | -------- | -------- | -------- | -------- | -------- | -------- | -------- | -------------------- |
| 2014     | 1. テイルト・カルラ  | 4位      | 22       | 9        | 7        | 6        | 34       | 28       | 34       | 3回戦敗退            |
| 2015     | 1. テイルト・カルラ  | 8位      | 22       | 10       | 1        | 11       | 26       | 33       | 31       | 3回戦敗退            |
| 2016     | 1. テイルト・カルラ  | 9位      | 22       | 5        | 7        | 10       | 32       | 45       | 22       | ベスト32             |
| 2017     | 1. テイルト・カルラ  | 4位      | 22       | 14       | 0        | 8        | 36       | 28       | 42       | 2回戦敗退            |
| 2018     | 1. テイルト・カルラ  | 2位      | 22       | 14       | 6        | 2        | 38       | 13       | 48       | ベスト32             |
| 2019     | ウルヴァルステイルト | 9位      | 22       | 7        | 6        | 9        | 29       | 29       | 27       | ベスト16             |
| 2020     | ウルヴァルステイルト | 9位      | 18       | 5        | 5        | 8        | 29       | 36       | 20       | 準々決勝敗退         |
| 2021     | ウルヴァルステイルト | 11位     | 22       | 5        | 5        | 12       | 21       | 39       | 20       | 準々決勝敗退         |
| 2022     | 1. テイルト・カルラ  | 2位      | 22       | 15       | 1        | 6        | 46       | 30       | 46       | 準々決勝敗退         |

## 歴代監督
- ヨエイ・グジョンソン（英語版） 2016-2017
- ブリニャル・グンナルソン（英語版） 2018-2022

## 歴代所属選手
- トミスラヴ・シヴィッチ 1995-1996
- ルリク・ギスラソン 2005
- ホルマル・エルン・エイヨルフソン 2007-2008
- ミティア・ブルルツ 2008
- ルナル・マル・シグルヨンソン 2008-2009
- ヨーン・ダグル・ソルステインソン 2014-2015
- スヴェイン・アーロン・グジョンセン 2015-2016
- ビルキル・ヴァルル・ヨーンソン 2015-